# ATN Televisión
ATN Televisión (acrónimo de Asociación de Televidentes de la Estación del Norte) es un canal de televisión abierta colombiano con cobertura local que cubre a la ciudad de Cúcuta y su área metropolitana y los municipios vecinos.

## Historia
Fue fundado el 27 de agosto de 2007, transmitiendo por el canal 31 UHF de Cúcuta.

## Programación
Su programación se enfoca en temas de interés para la región.